# Esperanza, Agusan del Sur
Esperanza is a 1st class đô thị ở tỉnh Agusan del Sur, Philippines. Theo điều tra dân số năm 2015, đô thị này có dân số 54.801 người trong.

## Các khu phố (barangay)
Esperanza được chia thành 47 khu phố (barangay).
| - Anolingan - Bakingking - Bentahon - Bunaguit - Catmonon - Concordia - Dakutan - Duangan - Mac-Arthur - Guadalupe - Hawilian - Labao - Maasin - Mahagcot - Milagros - Nato | - Oro - Poblacion - Remedios - Salug - San Toribio - Santa Fe - Segunda - Tagabase - Taganahaw - Tagbalili - Tahina - Tandang Sora - Agsabu - Aguinaldo - Balubo - Cebulan | - Crossing Luna - Cubo - Guibonon - Kalabuan - Kinamaybay - Langag - Maliwanag - New Gingoog - Odiong - Piglawigan - San Isidro - San Jose - San Vicente - Sinakungan - Valentina |